# Vodárenská věž v Ohlsdorfu
Vodárenská věž v Ohlsdorfu se nachází ve staré části Cordes-Allee hřbitova Ohlsdorf v Hamburku. Svým historizujícím vzhledem připomíná spíše sakrální budovu nebo součást zámeckého komplexu. Věž je orientačním bodem pro návštěvníky staré části hřbitova v Ohlsdorfu.

## Budova
Stavitel hřbitova Ohlsdorf a pozdější ředitel Wilhelm Cordes, navrhl vodárenskou věž, která byla postavena v roce 1898. V té době se nacházela na východní hranici hřbitova (později byl hřbitov rozšířen východním směrem). Věž 34 m vysoká obsahovala dvě vodní nádrže: ve spodní části byla nízkotlaká o objemu 100 m³ a v horní části ve výšce 18 m nad terénem byla vysokotlaká nádrž o objemu 18 m³. Na boku věže vedlo kamenné schodiště k střední úrovni nad nízkotlakým zásobníkem a dále pokračovalo točité železné schodiště skrz střed vysokotlaké nádrže až na vyhlídkový ochoz.

## Historie
Vodárenská věž sloužila k zásobování hřbitovních ploch vodou, zejména pro potřeby zahradnictví. Na hřbitově byly postaveny ještě další čtyři nádrže, z nichž se jedna dosud nachází v části Nording.
V roce 1877 byl otevřen parkový hřbitov Ohlsdorf, který měl od počátku plánovanou infrastrukturu. Ta zahrnovala v roce 1879 vlastní zásobování vodou dvěma čerpacími stanicemi. Voda byla čerpána částečně z vlastní studny, částečně ze severního rybníka. Nárůst spotřeby vody zapříčinil, že studny nestačily pokrýt spotřebu. Proto v roce 1919 byl hřbitov napojen na městskou vodovodní síť. Vlastní výroba probíhala do roku 1920, kdy narostly náklady na opravy zařízení.
V době druhé světové války byla velká nádrž proměněna na protiletecký kryt. V roce 1941 byla k vůli havarijnímu stavu sundána původní střecha a nahrazena provizorní střechou. V následujících letech se stav objektu nadále zhoršoval. V roce 1980 byla při kontrole zjištěno, že velká nádrž je silně zkorodovaná, zdivo v horní části věže v havarijním stavu. V roce 1989 byla zahájena firmou Arbeit und Lernen GmbH rozsáhlá rekonstrukce, která byla dokončena v roce 1992. Byla odstraněna horní nádrž a rekonstruována střecha do původní zvonové podoby. Staré železné schodiště bylo nahrazeno novým ocelovým.
Od roku 2003 je využívána vodárenská věž společnosti Garten der Frauen e.V. V létě v neděli odpoledne je vodárenská věž zpřístupněna veřejnosti.